# Cosmoledo
Cosmoledo – atol w archipelagu Aldabra na Oceanie Indyjskim, na Seszelach.
Atol ma wymiary 14,5 km w kierunkach wschód-zachód i 11,5 km północ-południe. Całkowita powierzchnia lądu wynosi około 5,2 km², a laguny 145 km². Atol Cosmoledo i najbliższa, oddalona o 38 km na południe wyspa Astove czasem nazywane są Archipelagiem Cosmoledo, który jest częścią większego archipelagu Aldabra.
W atolu znajduje się 20 wysepek i podwodnych skał koralowych:
| Kierunek                  | Nazwa | Położenie |
| ------------------------- | --- | --- |
| Północ                    | Île Du Nord Île Nord-Est | 9°39′40″S 47°34′16″E/-9,661000 47,571000 9°39′47″S 47°35′06″E/-9,663000 47,585000 |
| Wschód                    | Île du Trou Goelette Island Grand Polyte Island Petit Polyte Island Wizard Island (Île Grande)                                                         | 9°41′17″S 47°37′44″E/-9,688000 47,629000 9°41′56″S 47°38′35″E/-9,699000 47,643000 9°43′12″S 47°39′25″E/-9,720000 47,657000 9°43′44″S 47°39′25″E/-9,729000 47,657000 9°45′00″S 47°38′56″E/-9,750000 47,649000                                                                                     |
| Południe                  | Pagode Île Sud Ouest | 9°45′47″S 47°36′22″E/-9,763000 47,606000 9°46′12″S 47°34′55″E/-9,770000 47,582000 |
| Zachód                    | Île Moustique île Baleine Menai Island Île Chauve Souris Île Manaque Observation Islet Middle Islet Ile Des Rats Ilot la Croix Ile aux Macaques Astove | 9°43′55″S 47°30′32″E/-9,732000 47,509000 9°43′26″S 47°30′36″E/-9,724000 47,510000 9°42′43″S 47°30′43″E/-9,712000 47,512000 – 9°42′18″S 47°31′41″E/-9,705000 47,528000 9°42′14″S 47°31′41″E/-9,704000 47,528000 9°42′14″S 47°31′52″E/-9,704000 47,531000 9°41′46″S 47°32′56″E/-9,696000 47,549000 |
| Niezweryfikowane na mapie | Ile Sud-Est | – |